# Rött och svart (film)
Rött och svart (franska: Le rouge et le noir) är en fransk-italiensk dramafilm från 1954 i regi av Claude Autant-Lara.
Filmen baseras på Stendhals roman Rött och svart.

## Utmärkelser
Filmen vann Syndicat Français de la Critique de Cinéma et des Films de Télévisions pris för bästa film 1955.

## Rollista i urval
- Gérard Philipe - Julien Sorel
- Danielle Darrieux - Mme. de Renal
- Jean Martinelli - M. de Renal
- Antonella Lualdi - Mathilde de la Mole
- Jean Mercure - markis de la Mole
- Suzanne Nivette - markisinnan de la Mole
- Mirko Ellis - Norbert de la Mole
- Georges Descrières - M. de Croisenois
- Anna Maria Sandri - Elisa, kammarjungfru
- Antoine Balpêtré - abbot Pirard
- André Brunot - abbot Chelan
- Alexandre Rignault - fader Sorel